# Shahrestān-e ‘Asalūyeh
Shahrestān-e ‘Asalūyeh (persiska: شهرستان عسلويه, عسلويه) är en delprovins (shahrestan) i Iran.   Den ligger i provinsen Bushehr, i den södra delen av landet, 900 km söder om huvudstaden Teheran.
Delprovinsen hade 73 958 invånare 2016.